# Fresles
Fresles és un municipi francès situat al departament del Sena Marítim i a la regió de Normandia. L'any 2007 tenia 213 habitants.

## Demografia

### Població
El 2007 la població de fet de Fresles era de 213 persones. Hi havia 74 famílies de les quals 8 eren unipersonals (8 dones vivint soles i 8 dones vivint soles), 23 parelles sense fills, 39 parelles amb fills i 4 famílies monoparentals amb fills.
La població ha evolucionat segons el següent gràfic:
Habitants censats

### Habitatges
El 2007 hi havia 85 habitatges, 72 eren l'habitatge principal de la família, 8 eren segones residències i 5 estaven desocupats. Tots els 84 habitatges eren cases. Dels 72 habitatges principals, 66 estaven ocupats pels seus propietaris, 5 estaven llogats i ocupats pels llogaters i 2 estaven cedits a títol gratuït; 7 tenien tres cambres, 20 en tenien quatre i 45 en tenien cinc o més. 71 habitatges disposaven pel capbaix d'una plaça de pàrquing. A 29 habitatges hi havia un automòbil i a 42 n'hi havia dos o més.

### Piràmide de població
La piràmide de població per edats i sexe el 2009 era:
| Homes | Edats   | Dones |
| ----- | ------- | ----- |
| 0     | 95 o +  | 0     |
| 0     | 90 a 94 | 0     |
| 0     | 85 a 89 | 4     |
| 0     | 80 a 84 | 0     |
| 0     | 75 a 79 | 0     |
| 8     | 70 a 74 | 4     |
| 0     | 65 a 69 | 4     |
| 0     | 60 a 64 | 0     |
| 12    | 55 a 59 | 4     |
| 0     | 50 a 54 | 4     |
| 8     | 45 a 49 | 4     |
| 0     | 40 a 44 | 12    |
| 8     | 35 a 39 | 0     |
| 16    | 30 a 34 | 0     |
| 8     | 25 a 29 | 8     |
| 0     | 20 a 24 | 4     |
| 20    | 15 a 19 | 4     |
| 4     | 10 a 14 | 0     |
| 4     | 5 a 9   | 0     |
| 8     | 0 a 4   | 0     |

## Economia
El 2007 la població en edat de treballar era de 142 persones, 112 eren actives i 30 eren inactives. De les 112 persones actives 103 estaven ocupades (63 homes i 40 dones) i 11 estaven aturades (5 homes i 6 dones). De les 30 persones inactives 8 estaven jubilades, 6 estaven estudiant i 16 estaven classificades com a «altres inactius».

### Ingressos
El 2009 a Fresles hi havia 80 unitats fiscals que integraven 230 persones, la mediana anual d'ingressos fiscals per persona era de 15.856 €.

### Activitats econòmiques
Dels 10 establiments que hi havia el 2007, 1 era d'una empresa de fabricació d'altres productes industrials, 3 d'empreses de construcció, 3 d'empreses de comerç i reparació d'automòbils, 1 d'una empresa immobiliària i 2 d'empreses de serveis.
Els 2 serveis als particulars que hi havia el 2009 eren paletes.
L'any 2000 a Fresles hi havia 17 explotacions agrícoles que ocupaven un total de 1.020 hectàrees.

## Poblacions més properes
El següent diagrama mostra les poblacions més properes.